# Hypsicera fuscipilosa
Hypsicera fuscipilosa är en stekelart som först beskrevs av Cameron 1905.  Hypsicera fuscipilosa ingår i släktet Hypsicera och familjen brokparasitsteklar. Inga underarter finns listade i Catalogue of Life.